# Grêmio Santo Antônio Futebol Clube
O Grêmio Santo Antônio Futebol Clube é um clube de futebol sediado em Campo Grande, capital do estado de Mato Grosso do Sul. Foi fundado em 2013 pelo empresário Fernando Canepelle como um projeto social que promove a inclusão de jovens garotos no esporte. Costuma mandar seus jogos no estádio Jacques da Luz.
O clube mantém as atividades somente nas categorias de base. Foi campeão do Campeonato Sul-Mato-Grossense Sub-17 em 2019 e 2020. Também obteve o direito de participar da Copa do Brasil Sub-17, pela qual estreou em 2020 eliminando o Cruzeiro. No ano seguinte, sofreu a maior goleada da história dessa competição ao ser derrotado pelo São Paulo por 14 a 0.